# Gratiot megye
Gratiot megye az Amerikai Egyesült Államokban, azon belül Michigan államban található. Megyeszékhelye Ithaca, legnagyobb városa Alma. Lakosainak száma 41 761 fő (2020. április 1.). Gratiot megye Midland, Clinton, Isabella, Saginaw, Montcalm, Shiawassee és Ionia megyékkel határos.

## Népesség
A megye népességének változása:
| Lakosok száma | 42 411 | 42 093 | 41 981 | 41 968 | 41 540 | 41 761 |
|               | 2010   | 2011   | 2012   | 2013   | 2015   | 2020   |